# Accidente nuclear
Un accidente nuclear o incidente nuclear, dependiendo de la gravedad, se denomina a la emisión involuntaria y accidental de materiales radiactivos o un nivel de radiactividad susceptible de perjudicar la salud pública.

## Accidente nuclear e incidente nuclear
Se califica de incidente o de accidente nuclear en función de su gravedad y de sus consecuencias sobre la población y el medio ambiente.
Los accidentes radiológicos pueden suceder en una central nuclear o fuera, es decir, en un establecimiento que lleva a cabo una actividad nuclear (hospitales, laboratorios de investigación...) o bien debido a la pérdida de una fuente radiactiva, o bien por diseminación involuntaria o voluntaria de sustancias radiactivas en el medio ambiente.
Para medir la gravedad de un acontecimiento, existe una escala internacional: escala INES.
Los sucesos en las instalaciones nucleares españolas clasificados por encima del nivel 0 han sido en total 27. Los más graves fueron el ocurrido en la central nuclear de Vandellós el 19 de octubre de 1989 -catalogado con nivel 3 (sobre 7)- y tres años después el que ocurrió en la central nuclear de Trillo el 31 de enero de 1992 -catalogado con nivel 2-. El resto han sido clasificados con nivel 1.
A nivel internacional los sucesos más graves han sido el accidente de Chernóbil (Unión Soviética) en 1986 y el de Fukushima (Japón) en 2011; ambos con nivel 7 (el máximo).

## Accidentes nucleares
Los principales accidentes nucleares de la historia han sido:
- 1957: Mayak (Rusia), magnitud 6 según la escala INES.
- 1957: Windscale (Reino Unido), magnitud 5 según la escala INES.
- 1979: Accidente de Three Mile Island (Estados Unidos), magnitud 5 según la escala INES.
- 1983: Constituyentes (Argentina), magnitud 4 según la escala INES.
- 1983: Ciudad Juárez (México), magnitud 6 según la escala de INES
- 1986: Accidente nuclear de Chernóbil (Ucrania), magnitud 7 según la escala INES.
- 1987: Goiânia (Brasil), magnitud 5 según la escala INES.[4][5]
- 1999: Tokaimura (Japón), magnitud 4 según la escala INES.[6]
- 2011: Fukushima (Japón), magnitud 7 según la escala INES el incidente en los núcleos de los reactores 2 y 3, magnitud escala 3 en las piscinas de la unidad 4.[6]

## Protección civil en caso de accidente nuclear
Inmediatamente después de un suceso (incidente o accidente) en una central nuclear que supusiera un riesgo para la población, se anunciaría el comienzo y el fin de la alerta por sirena y por radio a la población.
Es el gobernador del lugar es el que decide las medidas de actuación que la situación necesita, de acuerdo a los planes de emergencia existentes.
En España, la Dirección General de Protección Civil y Emergencias recomienda las siguientes pautas para la población:

### Recomendaciones de carácter general
Son recomendaciones para todos los casos en los que se produzca una emergencia nuclear con independencia de que se trata de un incidente (sin emisión de radiactividad al exterior, pero con riesgo de emisión si el suceso se agrava) o un accidente (emisión de radiactividad al exterior o riesgo para las personas). Estas recomendaciones son:
- Atender las indicaciones de las autoridades: Es muy importante atender las indicaciones de las autoridades responsables y servicios de emergencias para tomar las medidas de protección más adecuadas, dado que irán señalando qué hacer y porqué, dependiendo de la evolución de la emergencia.

- Escuchar la radio: Escuchar atentamente la información específica de la emergencia transmitida por las emisoras de radio.

- Permanecer en el domicilio: Si se recomienda permanecer en el domicilio, es importante cerrar puertas, ventanas o cualquier hueco al exterior. Cubrir con paños húmedos las posibles rendijas y desconectar ventiladores, aparatos de aire acondicionado, calderas y otras tomas de aire. Regrese a la vivienda en caso de encontrarse fuera de ella. Sólo en caso necesario, las autoridades dispondrían una evacuación organizada.

- Proteger a los animales: Si es posible, lleve a los animales a recintos cerrados.

- Precauciones alimentarias: Consumir preferentemente bebidas y alimentos envasados.

### Medidas de protección urgente
Son aquellas acciones de protección que hay que adoptar de forma rápida y se conciben para ser aplicadas durante un periodo de tiempo corto. Tienen como finalidad reducir el riesgo de aparición de efectos deterministas o agudos entre la población. Las principales son:
- Confinamiento: Consiste en la permanencia de la población bien en sus domicilios, bien en edificios próximos a los lugares en donde se encuentre en el momento de anunciarse la adopción de la medida, a fin de evitar la exposición externa a la nube radiactiva y del material depositado en el suelo y la exposición interna por inhalación de las sustancias radiactivas.

- Profilaxis radiológica: Consiste en la ingestión de compuestos químicos estables que tienen un efecto reductor sobre la absorción selectiva de ciertos radionucléidos por determinados órganos. Tanto el yoduro como el yodato de potasio, son compuestos eficaces que reducen la absorción del yodo radiactivo por la glándula tiroides. Para conseguir la reducción máxima de la dosis de radiación al tiroides, el yodo debe suministrarse antes de toda incorporación de yodo radiactivo, y si no, lo antes posible tras esa incorporación. Aunque la eficacia de esta medida disminuye con la demora, es posible reducir la absorción de yodo radiactivo por el tiroides a la mitad, aproximadamente, si el yodo se administra tras unas pocas horas de la inhalación. La ingestión de yodo en las dosis recomendadas no presenta riesgos para la mayoría de la población; no obstante, pueden existir personas sensibles al yodo y presentarse efectos secundarios que, de todas formas, revisten poca importancia. La ingestión de yodo debe realizarse siguiendo las instrucciones de las autoridades sanitarias. Son las autoridades las encargadas de suministrar el yodo a la población en las cantidades adecuadas.

- Evacuación: La evacuación consiste en el traslado de la población efectivamente afectada por el paso de la nube radiactiva, reuniéndola y albergándola en lugares apropiados no expuestos, durante un periodo corto de tiempo. Sería anunciada por las autoridades sólo en caso de ser necesaria, para realizarla desde unos puntos de reunión del municipio, previamente señalados en los planes de emergencia, de una forma organizada, evitando con ello, otros riesgos añadidos.

### Medidas de protección complementarias
Son medidas complementarias a las anteriores para aumentar la protección
- Control de accesos: El establecimiento de controles de accesos a zonas afectadas por una emergencia radiológica está siempre justificado. La adopción de esta medida permite disminuir la dosis colectiva, reducir la propagación de una posible contaminación y vigilar y medir con dosímetros específicos al personal que intervenga en la emergencia y que deba entrar o salir de las zonas afectadas.

- Autoprotección ciudadana: Estas actuaciones incluyen desde métodos y técnicas sencillas, generalmente al alcance de la población afectada, como el uso de prendas alrededor del cuerpo o colocadas en los orificios nasales, el taponamiento de rendijas en los accesos de dependencias, o la parada de los sistemas de ventilación, hasta otras más sofisticadas que exigen para su utilización de unos requerimientos especiales y, normalmente, están destinados a la protección del personal que interviene en la emergencia, como el uso de equipos de respiración, de vestimenta especial o de equipos de medida de la radiación.

- Descontaminación de personas: Existen diversos niveles y métodos de descontaminación, desde el simple hecho de quitar la vestimenta o coberturas, pasando por lavados más o menos profundos, hasta la intervención sanitaria cuando la contaminación sea interna.

- Estabulación de animales: La estabulación tiene por objeto la protección de las personas y sus bienes mediante el confinamiento y control alimenticio de los animales que de alguna manera entren en la cadena alimenticia, con el fin de reducir la propagación de una posible contaminación.

### Medidas de protección de larga duración
Son medidas de protección que se prolongarán más en el tiempo. Tienen por finalidad, en general, reducir el riesgo de efectos estocásticos o tardíos en la salud de la población expuesta y de efectos genéticos en las generaciones posteriores. Aunque son medidas de la fase final, durante la fase de emergencia se pueden tomar acciones o planificar actuaciones características de la fase de recuperación.
Entre estas medidas de larga duración, pueden darse las siguientes:
- Control de alimentos y agua: La adopción de restricciones al consumo de algunos alimentos y agua se puede realizar, con carácter preventivo, durante la fase de emergencia en las zonas afectadas por el paso de la nube radiactiva. La adopción definitiva de estas medidas de protección se realizará atendiendo a los niveles de actuación que para cada caso se determinen, considerando las tolerancias máximas de contaminación para estos productos, tras un accidente nuclear o cualquier otro caso de emergencia radiológica, fijadas por la Unión Europea.

- Descontaminación de áreas: La descontaminación puede considerarse tanto una medida de protección como una medida de recuperación. Las medidas de protección se destinan a la población efectivamente afectada y al personal de intervención, mientras que las medidas de recuperación se dirigen principalmente hacia el ambiente físico y el restablecimiento de condiciones normales de vida. Su fin es reducir la irradiación externa debida a las sustancias radiactivas depositadas, la transmisión de sustancias radiactivas a las personas, los animales y los alimentos y la resuspensión y dispersión de sustancias radiactivas.

- Traslado temporal y traslado permanente: Se denomina así al que se efectúa sobre la población que, tras el paso de la nube radiactiva, queda sometida a exposiciones debidas a las sustancias radiactivas depositadas en el suelo y a la inhalación de partículas radiactivas dispersas en el aire. Se distingue entre traslado temporal (albergue de media duración) y traslado permanente (realojamiento) en función del carácter provisional o definitivo del nuevo asentamiento.

## Radiación nuclear y la glándula tiroides
Fuente: Asociación Americana de Tiroides (American Thyroid Association)
La mayoría de los accidentes nucleares liberan yodo radiactivo en la atmósfera el cual puede ser absorbido por el cuerpo. Cuando las glándulas tiroides captan demasiado yodo radiactivo, puede producirse cáncer de tiroides que se desarrollará varios años después de la exposición. Los bebés y los niños son los que tienen mayor riesgo. Este riesgo es menor para los individuos mayores de 40 años de edad.
El cáncer de tiroides parece ser el único cáncer cuya incidencia aumenta después de un escape nuclear. El yoduro de potasio protege solamente a la glándula tiroides, pero este es el órgano que corre más peligro frente al yodo radiactivo.
Los niños son los que tienen mayor riesgo frente a la exposición al yodo radiactivo. Además, debido al riesgo que corren los fetos que están en desarrollo, las mujeres embarazadas también deberían recibir yoduro de potasio frente al evento de un accidente nuclear. Los adultos tienen un riesgo menor, pero aun así pueden beneficiarse con el yoduro de potasio. Sumado al yoduro de potasio, debe darse prioridad a la evacuación y buscar un refugio, en una habitación sin ventilación con las ventanas y puertas cerradas.
El yoduro de potasio llena a las células tiroideas y evita que la glándula capte el yodo radiactivo durante aproximadamente 24 horas. Se debe tomar una dosis al día mientras se esté expuestos al yodo radiactivo hasta que el peligro se termine. El yoduro de potasio debe ser utilizado solamente bajo indicaciones de las autoridades de salud local. No todos los escapes radiactivos incluyen el yodo radiactivo que puede causar cáncer de tiroides. Por ejemplo, una bomba sucia no contiene yodo radiactivo porque tiene una vida media corta. Las autoridades de salud pueden determinar que tipo de isótopos radiactivos se han liberado durante un evento nuclear. Si se ha producido el escape de yodo radiactivo, las autoridades de salud indicarán cuando y cuanto tiempo se debe tomar el yoduro de potasio.
La FDA estadounidense recomienda las siguientes dosis en caso de accidente nuclear:
| Edad           | Dosis    |
| -------------- | -------- |
| 0 - 1 mes      | 15 mg    |
| 1 mes - 3 años | 30-35 mg |
| 3 - 12 años    | 65 mg    |
| >12 años       | 130 mg   |

Las únicas personas que no deberían tomar yoduro de potasio son aquellas que han tenido reacciones alérgicas mayores al yodo. Los adultos mayores de 40 años no necesitan yoduro de potasio a menos que estén expuestos a niveles extremadamente elevados de yodo radiactivo.
Los pacientes con enfermedad tiroidea pueden tomar de manera segura las dosis recomendadas por la FDA. Si se toman por un tiempo suficientemente largo, el yoduro de potasio puede producir hipotiroidismo temporario (una glándula poco activa o funcionante). El término suficientemente largo es diferente para cada individuo. Un tratamiento prolongado puede ser un serio problema para los niños, estos niños deberán ser evaluados más adelante por un médico. Los pacientes con enfermedad graves (hipertiroidismo) o con nódulos tiroideos autónomos (funcionantes) también deben ser evaluados a posteriori.
La Asociación Americana de Tiroides (ATA) recomienda que la distribución de yoduro de potasio no debe limitarse al área cercana a la central nuclear, nadie puede predecir cuan lejos la radiación puede esparcirse. Después de Chernóbil, se encontraron tasas más elevadas que las esperadas de cáncer de tiroides más allá de los 300 km de la planta nuclear. Por lo tanto, nadie puede predecir que tan lejos de la planta nuclear debe distribuirse el yoduro de potasio para proteger a las personas que pudieron estar expuestas al yodo radiactivo. Como no existe una respuesta correcta, la Asociación Americana de Tiroides recomienda tres niveles de cobertura, determinado por la distancia de la planta nuclear:
| Distancia                      | Acción |
| ------------------------------ | --- |
| 0 – 50 millas (0 - 80 km)      | Pre-distribuir el yoduro de potasio en las casas, mantener el yoduro de potasio a mano.                                            |
| 50 – 200 millas (80 - 322 km): | Tener disponibilidad almacenada de yoduro de potasio en lugares públicos (Hospitales, escuelas, Estaciones de policía y bomberos). |
| > 200 millas (> 322 km)        | Tener disponibilidad almacenada de yoduro de potasio desde los departamentos de salud.                                             |

## Niveles de actuación en caso de accidente nuclear
En accidentes no se aplican los límites de dosis habituales en condiciones normales, sino que se fijan niveles de dosis de actuación que proporcionan un beneficio mayor que el perjuicio que causa cualquiera de las medidas de protección aplicables.
Así, si la dosis que podrían recibir las personas fuera superior a los 10 mSv en menos de 2 días se recomendaría la permanencia en edificios. Solo se evacuarían las personas si la dosis que se podría evitar al hacerlo fuera mayor de 50 mSv en una semana. Y la profilaxis con yodo solo está indicada si la dosis absorbida a la tiroides fuera mayor de 100 mGy.
La gravedad de los efectos aumenta en función de la dosis recibida, de la duración y también de la edad de la persona. En caso de accidente, el médico determina a partir de análisis médicos la dosis recibida.
| Exposición                         | Grado de gravedad                       | Síntomas                                                                                             |
| ---------------------------------- | --------------------------------------- | --- |
| Algunos milisieverts               | Solo posibles efectos a largo plazo     | |
| Algunos centenares de milisieverts | Ningún efecto inmediato                 | Posibles náuseas pasajeras y ligera fiebre                                                           |
| Entre 1 000 y 2 000 milisieverts   | Efecto médico notable                   | Vómitos, cansancio, fiebre, riesgo de infección, cáncer                                              |
| Entre 2 000 y 4 000 milisieverts   | Efecto médico grave                     | Vómitos, fiebre, trastornos digestivos, hemorragias, caída del pelo, leucemia, otros tipos de cáncer |
| Entre 4 000 y 10 000 milisieverts  | Probabilidad mayor que el 50% de muerte | Ídem, además de daños neurológicos (vértigo, desorientación) y cánceres de muchos tipos              |
| Superior a 10 000 milisieverts     | Muerte segura                           | |

## Probabilidad de un accidente nuclear
En cada central nuclear, existe una probabilidad de que ocurra un accidente severo, ya sea por motivos técnicos o fallos humanos. Esa probabilidad puede calcularse.
Según una nota de la AIMPGN que cita un estudio oficial realizado en 1980 (“Estudio alemán del riesgo en centrales nucleares - Fase B”), en una central nuclear alemana la probabilidad de que se produzca una fusión del núcleo es de 2.9*10-5. Teniendo en cuenta que la vida útil prevista para una central nuclear como las estudiadas es de 40 años, y que en 2004 había 150 centrales nucleares activas en Europa, la probabilidad de que en Europa ocurriese una fusión del núcleo sería del 16%. Este estudio indica que ya ocurrió un accidente de este tipo: Chernóbil. Al seguir un cálculo realizado según la distribución binomial, función de probabilidad que seguiría dicho suceso y con el que se realizaron los cálculos anteriores, la probabilidad de que ocurriera un accidente igual en Europa sería de un 0 0009 %.